# Novembre 1785

## Événements

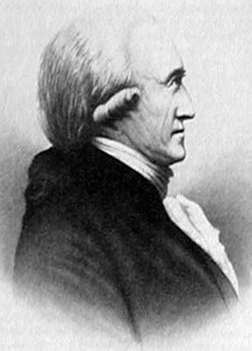
Benjamin Hawkins

- 6 novembre : Gabriel Cortois de Pressigny est nommé évêque de Saint-Malo. Il le restera jusqu'à sa démission le 19 septembre 1801.

- 8 novembre : le traité de Fontainebleau confirme la fermeture de l'Escaut à l'issue de la guerre de la Marmite. Joseph II tente de rouvrir l’Escaut à la navigation, mais les Hollandais, appuyés par la France et la Prusse, le font reculer en lui versant 8,5 millions de florins en novembre. Abandon des places de la Barrière par les Provinces-Unies[1].

- 28 novembre : le traité de Hopewell est signé par Benjamin Hawkins, pour les États-Unis, et les Cherokees. Ce traité fixait une frontière occidentale pour l'expansion des États-Unis. Le traité amènera l'expression cherokee acerbe : « feuilles parlantes », les Cherokees disant que lorsque le traité n'a plus convenu aux Américains, ils ont soufflé dessus comme une « feuille parlante ».

## Décès
- 16 novembre : Johan Gottschalk Wallerius (né en 1709), chimiste et minéralogiste suédois.